# Beaver Flat

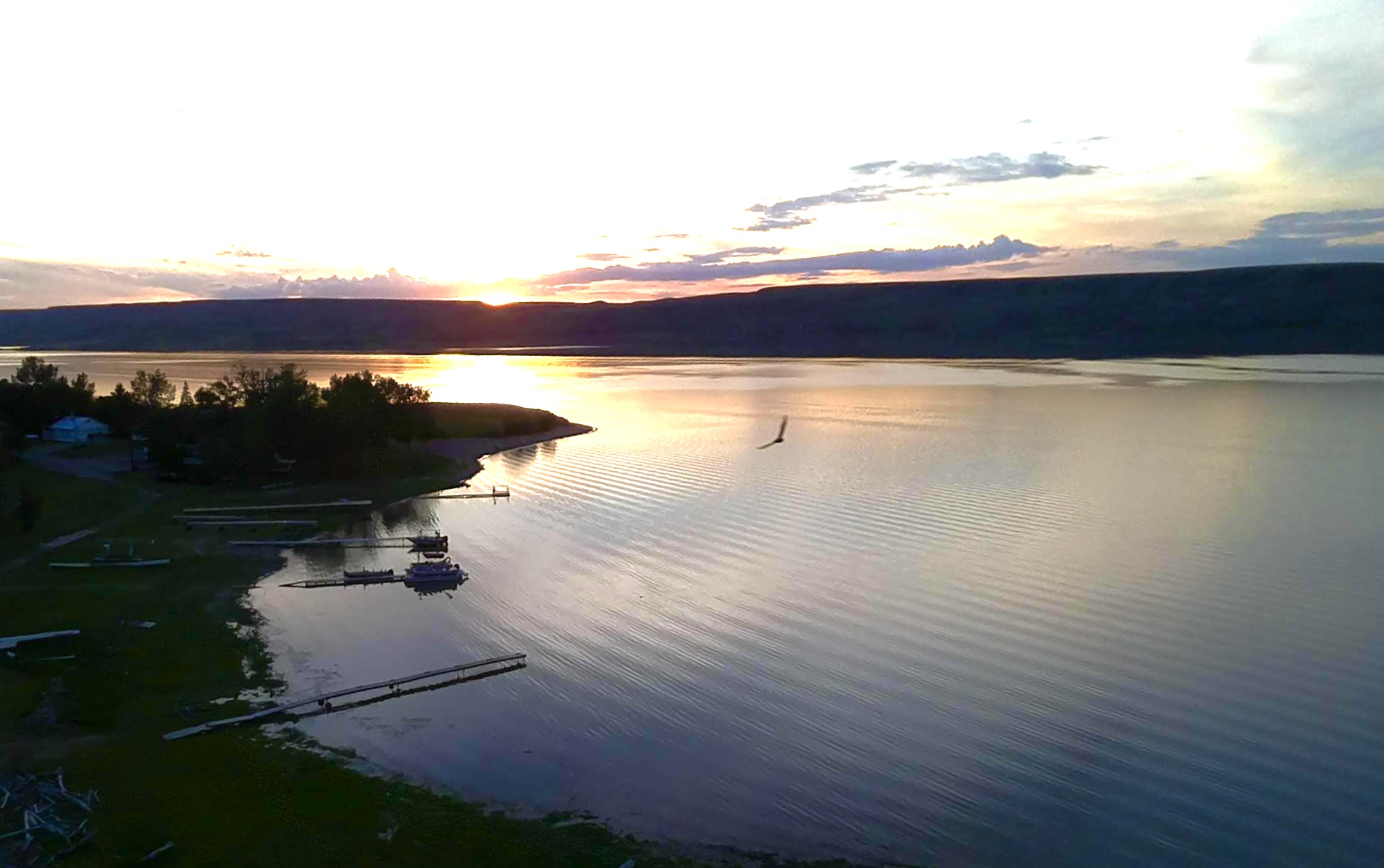
Lake Diefenbaker, Beaver Flat Resort, 2020

Beaver Flat ist eines von 42 Feriendörfern (Resort Villages) in der Provinz Saskatchewan, Kanada. Die Gemeinde gehört zu der Gruppe der „urban municipalities“ und verfügt, wie alle „urban municipalities“ in der Provinz, über eine eigenständige Verwaltung. Es liegt, umgeben von der Gemeinde Excelsior No. 166, am südlichen Rand des Lake Diefenbaker.
Die Ortschaft befindet sich ca. 57 km nördlich von Swift Current. Der Highway 628 endet direkt am Rand von Beaver Flat.

## Geschichte
Das heutige Resort Village Beaver Flat entstand mit der Entstehung des Lake Diefenbaker. Die drei Politiker John Diefenbaker, Jimmy Gardener und Tommy Douglas berieten in den 1950er-Jahren darüber, einen Damm mit einem See zu errichten. Louis St. Laurent, damaliger Premierminister der Provinz Saskatchewan, war gegen diese Pläne. Er empfand es als sinnlos, einen Stausee inmitten der trockenen und kargen Prärielandschaft von Südwest-Saskatchewan anzulegen. Zudem war die Gegend um den heutigen Lake Diefenbaker in den Fünfzigerjahren nur dünn besiedelt. 
John Diefenbaker besaß jedoch eine eigene Agenda. Nach einem Umzug 1959 konnten die Pläne für die Errichtung des Damms verwirklicht werden. Innerhalb weniger Tage arbeiteten bereits hunderte von Menschen und Fachleuten und errichteten den größten von Menschenhand erbauten Wasserdamm der Geschichte. Der Wall hatte eine Länge von 5000 m und war 64 m hoch. Neben diesem entstand ein zweiter, etwas kleinerer Staudamm 45 km südöstlich an der Einmündung des Qu'Apelle River.
Die ausgehobenen Erdmassen wurden mithilfe von Baggern und Lkws wegtransportiert. Ein Felsen, der nach dem Aushub freigelegt worden war, musste gesprengt werden, da dieser sonst eine Gefahr für die Schifffahrt dargestellt hätte. Danach waren die Arbeiten weitestgehend fertiggestellt und der zukünftige See konnte geflutet werden.
Die unter der Regierung von Ross Thatcher in den 1960er-Jahren gegründete Goodwin-Abteilung erstellte einen Plan, der Maßnahmen für die nötige Infrastruktur enthielt. Nach diesem Rasterplan wurden Straßen gebaut sowie Strom- und Wassertrassen verlegt. Thatchers Abteilung sah zudem vor, Grundstücke anzulegen, um diese später zu vermieten oder zu verkaufen. 
Nach einem kurzzeitigen Baustopp und einem Treffen der Verwaltungsorganisation in Swift Current wurde Ernie Wittal am 1. April 1981 offiziell als erster Bürgermeister von Beaver Flat ernannt. In seiner Amtszeit erfolgte auch die Namensänderung von Goodwin Subdivision in Beaver Flat.
In den Folgejahren entstanden rund um den Lake Diefenbaker zahlreiche Einrichtungen und Freizeitmöglichkeiten, darunter ein Yachthafen, eine Golfplatzanlage, Spielplätze sowie mehrere Geschäfte.

## Demografie
Im Jahr 2006 hatte Beaver Flat ca. 58 Einwohner. Bis zum Jahr 2011 sank diese Zahl um 31 % auf 40 Personen. Zugleich verkleinerte sich die Fläche von 63,2 km² auf 43,6 km². Nach der Volkszählung von 2016 besitzt der Ort 72 Einwohner. Die Zahl der Wohnfläche stieg auf 78,5 km². Das Durchschnittsalter liegt bei 56–59 Jahren.